# Malthonica parvula
Malthonica parvula là một loài nhện trong họ Agelenidae.
Loài này thuộc chi Malthonica. Malthonica parvula được Tord Tamerlan Teodor Thorell miêu tả năm 1875.